# .eu
.eu er et nationalt topdomæne der er reserveret til EU. Dette domæne var siden december 2005 forbeholdt ejere af varemærker, som kunne søge om et sådant domæne.
Den 7. april 2006 blev domænet offentliggjort, og dermed tilgængeligt for alle der er EU borgere.
| Nationale topdomæner | Spire Denne artikel om nationale topdomæner er en spire som bør udbygges. Du er velkommen til at hjælpe Wikipedia ved at udvide den. |